# Влада Републике Хрватске
Влада Републике Хрватске је носилац извршне власти у Хрватској.
Сједиште Владе је у Загребу, у Банским дворима на Тргу Светог Марка.

## Састав
Владу Републике Хрватске чине предсједник, потпредсједници и министри.

## Надлежности
Влада Републике Хрватске:
- предлаже законе и друге акте Хрватском сабору;
- предлаже државни буџет и завршни рачун;
- проводи законе и друге одлуке Хрватског сабора;
- доноси уредбе за извршење закона;
- води спољну и унутрашњу политику;
- усмјерава и надгледа рад државне управе;
- брине о привредном развоју земље;
- усмјерава дјеловање и развој јавних служби;
- обавља друге послове одређене Уставом и законом.

Влада поред тога, у оквиру својих овлашћења, доноси уредбе, управне акте и рјешења о именовању и разрјешењу функционера и државних службеника. Влада одлучује у случају сукоба надлежности државних установа, даје одговоре на посланичка питања, утврђује приједлоге закона и других прописа, даје мишљење на законе и друге прописе те доноси стратегије развоја привредних и друштвених дјелатности.

## Ужи кабинет
Ужи кабинет Владе чине предсједник и потпредсједници Владе. На сједници Ужег кабинета Владе могу се позвати министри и други чланови Владе које одреди предсједник. Обично се на сједницу Ужег кабинета Владе позивају министри из оних ресора из чијег дјелокруга долазе питања која се расправљају на сједници Ужег кабинета.
Ужи кабинет Владе одлучује и питањима из њеног дјелокруга, посебно оних који се односе на виталне интересе Републике Хрватске, на угроженост независности и јединствености Републике Хрватске те на елементарне непогоде. Сједнице Ужег кабинета Владе нису јавне. Ужи кабинет одлучује већином гласова свих чланова. У случају подијељених гласова одлучује глас предсједника Владе.
Изузетно, у случају кад се Влада не може састати у доба ратног стања или непосредне угрожености независности и јединствености Републике Хрватске те великих природних непогода, Ужи кабинет Владе одлучује о питањима из дјелокруга Владе. Донесене одлуке Ужег кабинета Владе потврђују се на првој сљедећој сједници Владе.

## Организација
Секретаријатом Владе управља секретар који усклађује рад канцеларија, агенција, дирекција и других стручних служби Владе, помаже предсједнику Владе у припремању сједница и у другим пословима Владе. Секретар има замјеника и помоћнике.
Канцеларија предсједника Владе обавља стручне, протоколарне и административне послове за потребе предсједника Владе.
Ради давања мишљења, приједлога и стручних образложења о питањима из дјелокруга Владе, Влада оснива своја стална радна тијела, а посебним одлукама може оснивати и привремена радна тијела. Стална радна тијела су: Координација за друштвене дјелатности и људска права, Координација за привреду, Координација за унутрашњу и спољну политику, Комисија за односе с вјерским заједницама, Кадровска комисија и Административна комисија.

### Канцеларије
Канцеларије Владе Републике Хрватске:
- Канцеларија предсједника Владе Републике Хрватске;
- Канцеларија за односе с јавношћу;
- Канцеларија за протокол Владе Републике Хрватске;
- Канцеларија за јавну набавку;
- Канцеларија за људска права;
- Канцеларија за националне мањине;
- Канцеларија за опште послове Хрватског сабора и Владе Републике Хрватске;
- Канцеларија за равноправност полова;
- Канцеларија за социјално партнерство;
- Канцеларија за сузбијање злоупотребе опојних дрога;
- Канцеларија Владе Републике Хрватске за унутрашњу ревизију;
- Канцеларија за законодавство.

## Одлучивање
Влада доноси одлуке на сједницама, а може засједати ако је сједници присутна већина чланова Владе. Сједнице су јавне, али Влада може одлучити да о појединим питањима расправља и одлучује без присутности јавности. Сједнице сазива њен предсједник, који сједницама уједно и предсједава (утврђује дневни ред, даје ријеч присутним члановима Владе, позива на гласање о тачкама дневног реда и сл.).
Влада одлучује већином гласова свих чланова Владе. Изузетно, Влада одлучује двотрећинском већином кад надлежним државним органима предлаже:
- промјену Устава Републике Хрватске;
- удруживање или раздруживање с другим државама;
- промјену граница Републике Хрватске;
- распуштање Хрватског сабора;
- расписивање државног референдума;
- дјеловање Оружаних снага Републике Хрватске ван њених граница.

Акти које доноси Влада Републике Хрватске су: уредбе, пословник, одлуке, закључци и рјешења.